# Aleutians West Census Area

Lokaliseringskarta

Aleutians West Census Area är ett folkräkningsområde i den amerikanska delstaten Alaska. Dess största ort är Unalaska. Enligt 2000 års folkräkning hade folkräkningsområdet en befolkning på 5 465 invånare på en yta om 36 562 km².
Aleutians West Census Area gränsar i öst till Aleutians East Borough.

## Städer och byar
- Adak
- Atka
- Attu Station
- Eareckson Air Station
- Nikolski
- St. George
- City of Saint Paul
- Unalaska